# Танса (Ясси)
Танса (рум. Tansa) — село у повіті Ясси в Румунії. Входить до складу комуни Танса.
Село розташоване на відстані 289 км на північ від Бухареста, 38 км на південний захід від Ясс.

## Населення
За даними перепису населення 2002 року у селі проживали 1672 особи, усі — румуни. Усі жителі села рідною мовою назвали румунську.